# Сали Къркланд
Сали Къркланд (на английски: Sally Kirkland) е американска актриса. 

## Биография
Сали Къркланд е родена на 31 октомври 1941 г. в Ню Йорк, САЩ. Тя е кръстена на майка си Сали Къркланд (родена Сара Фини), която е била моден редактор в списанията Вог и Лайф и е отгледана в Оклахома.  Баща ѝ Фредерик МакМайкъл Къркланд е работил в бизнеса със скрап. 

### Кариера
Сали Къркланд започва да играе извън Бродуей през 1963 г. След няколко некредитирани и малки роли в киното и телевизията, тя се появява в подземния филм „Разделяне“ (Coming Apart, 1969).
През 1970-те години тя има малки роли в популярни филми като „Ужилването“, „Каквито бяхме“, „Роди се звезда“, „Редник Бенджамин“. Тя е номинирана за награда „Оскар за най-добра женска роля“ за участието и във филма „Анна“ (1987), и печели награда „Златен глобус за най-добра актриса в драма“,  и награда „Независим дух“.  Нейното изпълнение получава критически похвали. Рита Кемпли, пишейки за Вашингтон Поуст, определи като „превъзходно“. 

### Личен живот
Къркланд е здравен активист, застъпва се за жени, увредени от гръдни импланти. През август 1998 г. тя основава институт за синдром на оцеляване от имплантите (Kirkland Institute for Implant Survival Syndrome). 
Ръкоположена е за пастор в Движението за духовно вътрешно осъзнаване (Movement of Spiritual Inner Awareness). 

## Избрана филмография
| година | филм             | оригинално заглавие | роля        | режисьор       |
| ------ | ---------------- | ------------------- | ----------- | -------------- |
| 1973   | Каквито бяхме    | The way we were     | Пони Дънбар | Сидни Полак    |
| 1973   | Ужилването       | The Sting           | Кристал     | Джордж Рой Хил |
| 1975   | Гризни оловото   | Bite the Bullet     | Хъни        | Ричард Брукс   |
| 2003   | Всемогъщият Брус | Bruce Almighty      | Анита Ман   | Том Шейдиак    |